# Erfurtprogrammet
Erfurtprogrammet var ett tyskt socialdemokratiskt partiprogram antaget vid Tysklands socialdemokratiska partis (SPD) partikongress i Erfurt i oktober 1891. Det utarbetades av Eduard Bernstein, August Bebel och Karl Kautsky. Erfurtprogrammet ersatte Gothaprogrammet, som antogs 1875.